# Vanilloideae
Trata-se de uma das cinco subfamílias da família Orchidaceae.

## Histórico
Esta subfamília foi proposta por Szlachetko, em 1995, e publicada em Fragm. Flor. Geobot., Supp. 3: 48. Lindley já havia proposto, em 1835, separar este grupo de orquídeas em família autônoma sob o nome Vanillaceae. Posteriormente o grupo esteve subordinado à subfamília Epidendroideae.
Em A phylogenetic analysis of the Orchidaceae, Cameron et al. afirmam que a seqüência de DNA destas plantas apresenta amplo suporte para a criação de uma nova subfamília, Vanillinioideae, que agruparia a tribo Vanilleae, proveniente, segundo a classificação de Dressler, das Tribos Primitivas de Epidendroideae, bem como a tribo anômala Pogoniinae.

## Descrição
As orquídeas pertencentes a esta subfamília são ervas terrestres ou trepadeiras, algumas vezes desprovidas de clorofila; de raízes carnosas, tuberosas, ou algumas vezes aéreas, nesse caso utilizada para escalar, eventualmente apresentam velame rudimentar; caule ereto, excepcionalmente oco; folhas em regra carnosas, raro ausentes, então modificadas em brácteas; inflorescência terminal, geralmente comportando flores vistosas, de pétalas e sépalas livres, e coluna apresentando par de apêndices denticulados em ambos os lados da antera terminal. Excetuados os gêneros Erythrochis e Galeola, estes gêneros não apresentam pólen agregado em verdadeiras polínias.
As espécies encontram-se distribuídas em todos os continentes, muitos gêneros presentes no Brasil. É interessante notar que poucas orquídeas têm interesse comercial que não seja ornamental ou com vistas a coleções. Do fruto seco de algumas espécies pertencentes ao gênero Vanilla extrai-se a baunilha, bem conhecida das donas de casa e largamente utilizada em doces e bolos.

## Distribuição
A subfamília é pantropical distribuindo-se por todos os continentes.

## Filogenia
A despeito de suas flores tão similares às de Epidendroideae, na chave filogenética esta subfamília surpreendentemente situa-se entre Apostasioideae e Cypripedioideae, constituindo-se então em algumas das mais primitivas orquídeas existentes, mas cujos três estames presentes do ancestral original fundiram-se em um.

## Taxonomia de Vanilloideae
Vanilloideae encontra-se dividida em duas tribos que totalizam exatamente 250 espécies:

### TriboPogonieae
Agrupa cinco gêneros, distribuídos pelas Américas e sudeste da Ásia, três presentes no Brasil, compostos por 75 espécies que se caracterizam por serem ervas terrestres, não trepadeiras, quase sempre de crescimento simpodial, freqüentemente de caules ocos.

### TriboVanilleae
Agrupa dez gêneros, distribuídos desigualmente pelas áreas tropicais do planeta, três presentes no Brasil, compostos por 175 espécies que se caracterizam por serem ervas terrestres ou trepadeiras, de caules maciços, com sementes aladas ou que apresentam crosta.